# Howard Lederer

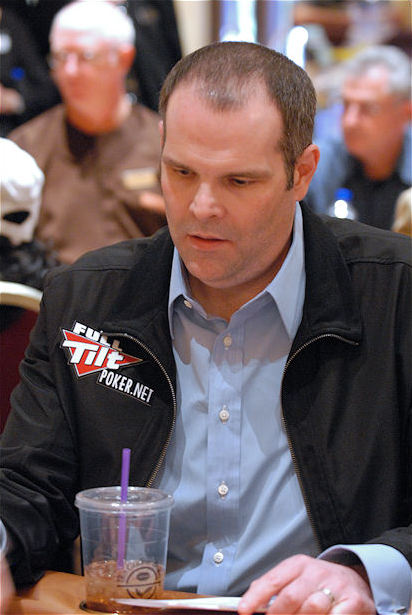
Howard Lederer 2010

Howard Henry Lederer (născut pe 30 octombrie 1964) este un jucător american profesionit de poker, fratele jucătoarei profesioniste de poker Annie Duke, și a poetei Katy Lederer.

## Viața și cariera
Lederer s-a născut în Concord, New Hampshire. Tatăl său este Richard Lederer, un scriitor și lingvist care a predat la Școala St Paul's din New Hampshire. Lederer a fost un tânăr talentat al jocului de șah iar după ce a terminat liceul s-a mutat în orașul New York, unde a participat la Universitatea din Columbia. Orașul New York este cunoscut pentru cluburile sale de șah, în special Clubul Marshall și Clubul Manhattan unde a și jucat. La unul din aceste cluburi a descoperit pokerul și în cele din urmă a început să joace la Clubul Mayfair cu alți jucători de poker acum bine-cunoscuți, cum ar fi Erik Seidel și Dan Harrington.
În 1994, s-a mutat în Las Vegas, Nevada unde a început să joace poker pe mize mari.
Lederer este cunoscut ca "Profesorul de Poker" din cauza conduitei lui, stilului analitic și lunga istorie de victorii. El a făcut un film de instruire despre poker numit Secretele Hold'em-ului fără limite (en. Secrets of No Limit Hold'em), este proprietarul taberei Howard Lederer Poker Fantasy. El, de asemenea, a găzduit emisiunile Poker Superstars și Învată de la profesioniști pentru compania de broadcasting FOX. Sora lui, Katy Lederer, a scris o carte despre familia Lederer, Poker Face: O tinerețe Printre Jucători.
Lederer este unul dintre fondatorii, co-proprietari și directori generali ai "Tiltware Inc", proprietarii si creatorii de Full Tilt Poker, împreună cu Ray Bitar.

El a câștigat două brățări WSOP Arhivat în 10 iulie 2011, la Wayback Machine. (World Series of Poker)(Campionat Mondial de Poker) și două titluri WPT (World Poker Tour)(Turneu Mondial de Poker). În 2008, el a castigat 1.25 milioane  de AUD(Dolarul Australian) prin câștigarea concursului 100.000$ No Limit Holdem, cel mai scump turneu din lume, cu cea mai mare intrare, desfășurat la Aussie Millions.
La sfârșitul anului 2010, câștigul său total din campionate a ajuns la 5,900,000 $.
Deși el este un semi-vegetarian, Lederer a câștigat o dată un pariu de 10.000 dolari propunere de la colegul său jucător de poker David Grey, pentru a mânca un cheeseburger. Obez pentru o mare parte din viața lui, Lederer a avut în cele din urmă operatia de bypass gastric pentru a pierde în greutate. Una dintre poreclele sale (dată de sora sa Annie Duke) a fost "Bubba", care a fost scurtat la "Bub" după ce Lederer a pierdut în greutate. Lederer, de asemenea, aleargă și joacă basketball pentru a se menține în formă.
Lederer și soția lui, Suzie, sunt filantropi activi din comunitatea de poker. În 2009, au găzduit primul lor turneu anual Pacăleli de Aprilie  eveniment caritabil desfășurat la Hard Rock Hotel and Casino. Evenimentul a strâns bani pentru Las Vegas Springs Preserve. În luna iulie, Lederers a gazduit un alt turneu de poker de caritate alături de a șaptea serie a Campionatului de Gratar (World Series of Barbecue) (un eveniment social popular din Las Vegas ). Evenimentul a strâns bani pentru Clubul de Fete și Băieți din Las Vegas iar premiul pentru primul loc a inclus un scaun pentru jocul de poker difuzat pe NBC Poker After Dark
El locuiește în prezent în Las Vegas alături de soția lui Suzie, fiul Mattias, și trei câini.
A escrocat multi jucatori de poker online de pe platforma Full Tilt Poker acestia pierzand toti banii din cont

## Brățări WSOP
| Anul | Turneu                     | Câștig (în US$) |
| ---- | -------------------------- | --------------- |
| 2000 | $5,000 Limit Omaha Hi-Lo   | 198,000$        |
| 2001 | $5,000 Deuce to Seven Draw | 165,870$        |